# Cebollatí (miasto)
Cebollatí – miasto w Urugwaju, w departamencie Rocha.